# سوفی دماره
سوفی دماره (فرانسوی: Sophie Desmarets‎؛ ‏ تلفظ در فرانسوی: [sɔfi demaʁɛ]؛ ‏ ۷ آوریل ۱۹۲۲ – ۱۳ فوریه ۲۰۱۲) بازیگر اهل فرانسه بود.
از فیلم‌ها یا برنامه‌های تلویزیونی که وی در آنها نقش داشته‌است می‌توان به جان تازه و یکسره مجنون او اشاره کرد.